# 日立市立塙山小学校
日立市立塙山小学校（ひたちしりつはなやましょうがっこう）は、茨城県日立市金沢町2-14-1にある日立市立小学校。

## 概要
塙山小学校の名称は、日立製作所国分工場の塙山社宅跡地に新築されたことに由来する。塙山小学校は、金沢小学校及び大久保小学校から分離して開校した。

## 沿革

### 年表
- 1978年11月21日 - 塙山小学校開校準備委員会が設置[6]。
- 1979年
  - 1月15日 - 本館の建築が完成[6]。
  - 4月1日 - 日立市立塙山小学校が開校[6][7]。
- 1980年1月16日 - 校訓、校章、校歌制定[6]。
- 1981年1月16日 - この日を創立記念日とする[6]。
- 2011年
  - 2月5日 - NHKなわとびかっとび王選手権第1・3位[6]。
  - 11月3日 - NHKなわとびかっとび王選手権第2位[6]。
- 2013年11月2日 - NHKなわとびかっとび王選手権全国大会準優勝[8][9]。
- 2016年度 - 外国語活動指導法研究推進校に指定[10]。
- 2018年4月1日 - 放課後子ども教室を開設[11]。
- 2019 - 2021年度 - 小中学校における遠隔教育実証研究事業（プログラミング教育）研究指定校に指定[12][13][14]。
- 2019年度 - 令和元年度体力づくり奨励賞を受賞[15]。
- 2024年度 - 減塩教育、研究指定校に指定[16]。

## 通学区域
（出典：）
- 日立市大久保町
  - 旧地番大川以南
  - 3丁目
  - 5丁目
- 日立市金沢町
  - 旧地番金沢川以北
  - 1丁目1から11番
  - 2丁目
  - 3丁目1から15番
- 日立市千石町4丁目
- 日立市塙山町（1丁目36番以外）

## 進学先中学校
- 日立市立大久保中学校
- 日立市立台原中学校
- 日立市立河原子中学校

## 学区内の主な施設
- 塙山交流センター